# Du côté de chez Swann (canción)
«Du côté de chez Swann» es una canción interpretada por el cantante holandés Dave. Fue publicada en 1975 por CBS Records como el cuarto sencillo de su primer álbum de estudio homónimo.

## Composición y arreglos
El cantante holandés experimentó una serie de éxitos en Francia en 1975, y buscaba renovar su repertorio y lanzar un nuevo éxito en 1976. Entre los proyectos recibidos, seleccionó música de Michel Cywie y solicitó letristas, incluido el letrista de moda Didier Barbelivien. Pero finalmente prefirió llamar a su amigo Patrick Loiseau, responsable de varios de sus éxitos. Al escuchar la melodía, el autor se inspira en la adolescencia y su dulzura de vida, y en las lecturas de su juventud, incluidas las obras de Marcel Proust. Este tema deja escéptico a Dave, que lo consideró demasiado literario, pero es finalmente convencido y lo graba en el otoño de 1975.

## Rendimiento comercial
Fue publicada en 1975 por CBS Records como el cuarto sencillo de su primer álbum de estudio homónimo. El sencillo se convirtió en un éxito comercial en Francia, alcanzando el puesto #3 en las listas y vendiendo más de 400.000 copias.

## Uso en otros medios
- La canción apareció en la película Nos plus belles vacances (2012).[5]

## Posicionamiento

### Gráfica semanal
| Gráfica (1975–76)                       | Pico de posición |
| --------------------------------------- | ---------------- |
| Bélgica (Flandes) (Ultratop 50 Singles) | 13               |
| Bélgica (Valonia) (Ultratop 50 Singles) | 2                |
| Francia (IFOP)                          | 3                |
| Países Bajos (Nederlandse Top 40)       | 9                |
| Países Bajos (Single Top 100)           | 12               |

### Gráfica de fin de año
| Gráfica (1975) | Pico de posición |
| -------------- | ---------------- |
| Francia (IFOP) | 22               |

| Gráfica (1976)                          | Pico de posición |
| --------------------------------------- | ---------------- |
| Bélgica (Flandes) (Ultratop 50 Singles) | 93               |